# Besökarna
Besökarna är en svensk skräckfilm från 1988 i regi av Joakim Ersgård. I rollerna ses bland andra Kjell Bergqvist, Lena Endre och Johannes Brost.

## Handling
Familjen Eriksson har köpt hus och bil ute på landet. Pappa Frank jobbar som försäljare av reklam, medan hans hustru Sara jobbar som journalist. De har sonen Peter och dottern Lotta. När de väl har flyttat in i huset börjar märkliga saker att hända. Någon slags varelse som kan visa sig i osynlig och synlig skepnad döljer sig i huset. Någonting som inte vill lämna huset. Frank kontaktar en forskare för att ta reda på vad som döljer i huset, men varelsen blir irriterad och undersökningen går inte som tänkt.

## Rollista (i urval)
- Kjell Bergqvist - Frank Eriksson, reklamföretagare
- Lena Endre - Sara Eriksson, journalist, Franks fru
- Johannes Brost - Allan Svensson, amatörparapsykolog
- Joanna Berglund - Lotta Eriksson, Frank och Saras dotter
- Jonas Olsson - Peter Eriksson, Frank och Saras son
- Patrik Ersgård - brevbäraren
- Bernt Lundquist - civil polis
- Lena Lindblom - expediten på stormarknaden
- Per-Gunnar Hylén - polis i vägspärr
- Mats Lundberg - polis i vägspärr
- Leif Grönvall - demon